# 威勢
| ウィキペディアには「威勢」という見出しの百科事典記事はありません（タイトルに「威勢」を含むページの一覧/「威勢」で始まるページの一覧）。 代わりにウィクショナリーのページ「威勢」が役に立つかもしれません。 |